# Георги Хинов
Георги Хинов е български хореограф.

## Биография
Роден е на 1 май 1946 г. в с. Горник (област Плевен). Средното си образование получава в Държавното хореографско училище по специалност „Български танци“, след това продължава да учи в АМТИ, Пловдив по специалност „Хореографска режисура“.
Работи с ансамбъл „Пирин“, Благоевград (1968 – 1974), ансамбъл „Тракия“, Пловдив (1974 – 1978). През 1974 г. участва в откриването на Световното първенство по футбол в Мюнхен, Германия. От 1978 до 1981 г. е главен хореограф на Ансамбъл „Пазарджик“, сценарист и постановчик на официалните чествания „1300 години България“ и на олимпийския лъч София – Пазарджик.
Директор на Центъра за фолклор ансамбъл „Пирин“, Благоевград (1980 – 1985), участва активно в постановъчната дейност на ансамбъла. Автор е на 2 ансамблови премиери. От 1985 до 1990 г. е главен хореограф на Северняшкия ансамбъл в Плевен. Като творец, режисьор-постановчик участва в концертни програми по посрещането на дипломатическите мисии в Ловеч, Плевен, Правец, Благоевград и Смолян. Режисьор-постановчик е и на церемонията по посрещането на космонавтите Александров и Руковишников в Плевен, президентите на Мексико и Финландия в Плевен и Пазарджик. Хореограф на ДЮФА „Орфей“, Смолян. Преподавател е във филиала в Смолян на Варненския свободен университет „Черноризец Храбър“. Създател на професионалното обучение по български народни танци, народни инструменти и народно пеене към Министерството на образованието.
От 2001 г. Георги Хинов работи с екипа на Николина Чакърдъкова по спектаклите „Пуста младост“, „Българска сватба“, „Една мечта“, „Магията български фолклор“.

## Награди
- златни медали от III, IV, V, VI и VII национални фестивали на танцовото изкуство
- „Златна лира“ на Съюза на българските музикални и танцови дейци
- лауреат на „Кристална лира“ (2002)